# Famille Brahe
Pour les articles homonymes, voir Brahe (homonymie).
 (juillet 2024).
Si vous disposez d'ouvrages ou d'articles de référence ou si vous connaissez des sites web de qualité traitant du thème abordé ici, merci de compléter l'article en donnant les références utiles à sa vérifiabilité et en les liant à la section « Notes et références ».
La famille Brahe (autrefois Bragde, autrefois en français Brahé) est une famille de la noblesse du Danemark et de la Suède, originaire de Scanie.

## Historique
La branche danoise a produit le célèbre astronome Tycho Brahe. De la branche suédoise sortirent deux rois, Waldemar et Magnus Ladulos, ainsi qu'un grand nombre d'hommes d'État, entre autres Pierre de Brahe, comte, mort en 1680 qui fut tuteur de Christine de Suède et de Charles IX, et qui fonda l'université d'Åbo. Elle compte aussi sainte Brigitte de Suède parmi ses membres.

## Personnalités
- Magnus Fredrik Brahe (1756-1826)
- Pierre de Brahe (mort en 1680)

## Domaines et châteaux

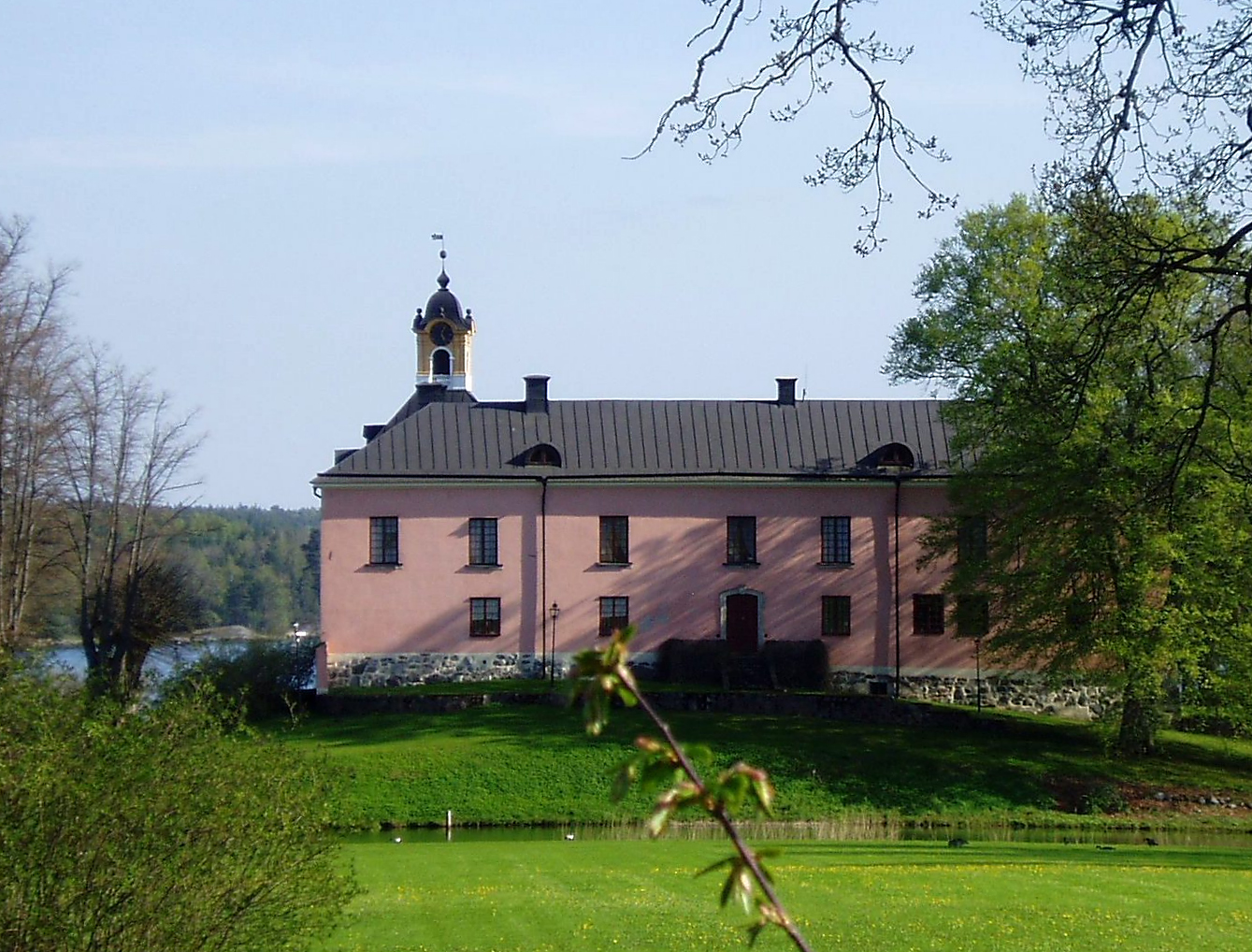
Façade du château de Rydboholm.

Parmi les châteaux et propriétés ayant appartenu ou appartenant aux Brahe, on peut citer :
- Château de Börringekloster
- Château de Knutstorp
- Manoir de Mattrup
- Château de Rydboholm
- Château de Skokloster
- Château de Spyker
- Château de Vittskövle